# Organisation des chantiers
L’organisation d’un chantier demande et impose un rythme de travail et pour cela il faut une bonne utilisation des moyens humains et matériels dans le but de rechercher : la rapidité, la qualité et l'économie.
Par exemple on utilise le ciment, le sable, gravier et l'acier pour avoir des corps en béton armé, le prix de vente est convenu avant que le produit ne soit fabriqué. L’évaluation correcte des prix et des moyens à mettre en œuvre est difficile car elle est basée sur des hypothèses qui seront confirmées au cours et à la fin de projet. Cette contrainte oblige l'entreprise à vérifier les prévisions régulièrement pendant l’exécution de projet.
On désigne également par "Organisation de chantier" le fait d'anticiper le chantier en passant par :
- une analyse du projet de construction,
- la recherche d'optimisation techniques dans les procédés constructifs permettant d'améliorer :
  - la sécurité,
  - les délais de construction,
  - la rentabilité
- la définition des modes opératoires,
- l'établissement d'un plan d'installation de chantier,
- l'établissement d'un planning prévisionnel d'exécution des travaux[1].

## Participants à l'acte de construire
- Maître d'ouvrage (MOA),
- Assistant Maître d'Ouvrage (AMO),
- Maître d'œuvre (MOE) représenté par un Architecte ou un bureau d'études
- Géomètre et le Géotechnicien,
- Bureau de contrôle (BC ou CT controleur technique),
- La ou les entreprises,
- Le coordinateur SPS (sécurité et protection de la santé), le coordinateur SSI, dans certains cas et le pilote de chantier.

## Étapes d'un projet
Étape APhase étude point A, 1
- Étude de faisabilité  techno-économique,
- Définition des besoins et rédaction d'un programme (maître de l'ouvrage)
- Schéma financement.

Étape BPhase étude
- Rédaction du marche et conception de l'ouvrage: APS (Avant Projet Sommaire), APD (Avant Projet Définitif)
- Étude des lots projetechnique: MOE (maître d'œuvre), préparation de DA (Dossier d'Appel offres)
- Lancement de l'appel d'offres,
- Choix de l'entreprise et passation du marché.

Étape CExécution du projet
- Installation,
- Approvisionnement: passation de commande pour fourniture,
- Exécution de gros-œuvre,
- Exécution de différents lots techniques,
- Coordination et suivi de la réalisation du marché,
- Finition,
- Contrôle des travaux.

Étape DRéception et essai de performance
- Réception provisoire,
- Réserve et réparation,
- Réception définitive.

Étape EExploitation

## Organisation interne de l'entreprise
Fonctions essentielle d'une entreprise
- Technique : organisation et exécution des travaux.
- Commerciale : acheter et vendre.
- Financier : gestion des capitaux.
- Comptabilité : inventaire, étude des prix et Contrôle de dépenses.
- Administratif : gestion global de personnel de l'entreprise.

Services
La multiplicité de service dépend de l'importance de l’entreprise. la fonction technique est subdivisé en plusieurs services :
- Service Travaux.
- Service Études.
- Service matériels et Service Stockage des matériaux.

## Installation de chantier

### Définition d'un chantier
C'est à la fois le lieu où l'on va construire notre ouvrage et dans lequel on s’installe. Un chantier est limité dans l'espace et dans le temps.

### Plan d’installation de chantier (PIC)
Un plan d’installation de chantier (communément nommé P.I.C.) est généralement établi à partir d’un plan de masse et définit les matériels « fixes » nécessaires à la réalisation des ouvrages et les cantonnements pour accueillir le personnel du chantier.
Il sert aussi à obtenir:
- Les autorisations d’installations de grues, de survol des grues sur les terrains ou les bâtiments voisins, de travaux sur la voie publique, de déviation de voie, etc.
- Les autorisations d’installer le chantier suivant les règles d’hygiène et de sécurité des services de l’inspection du travail.

### Rôle de l'installation de chantier

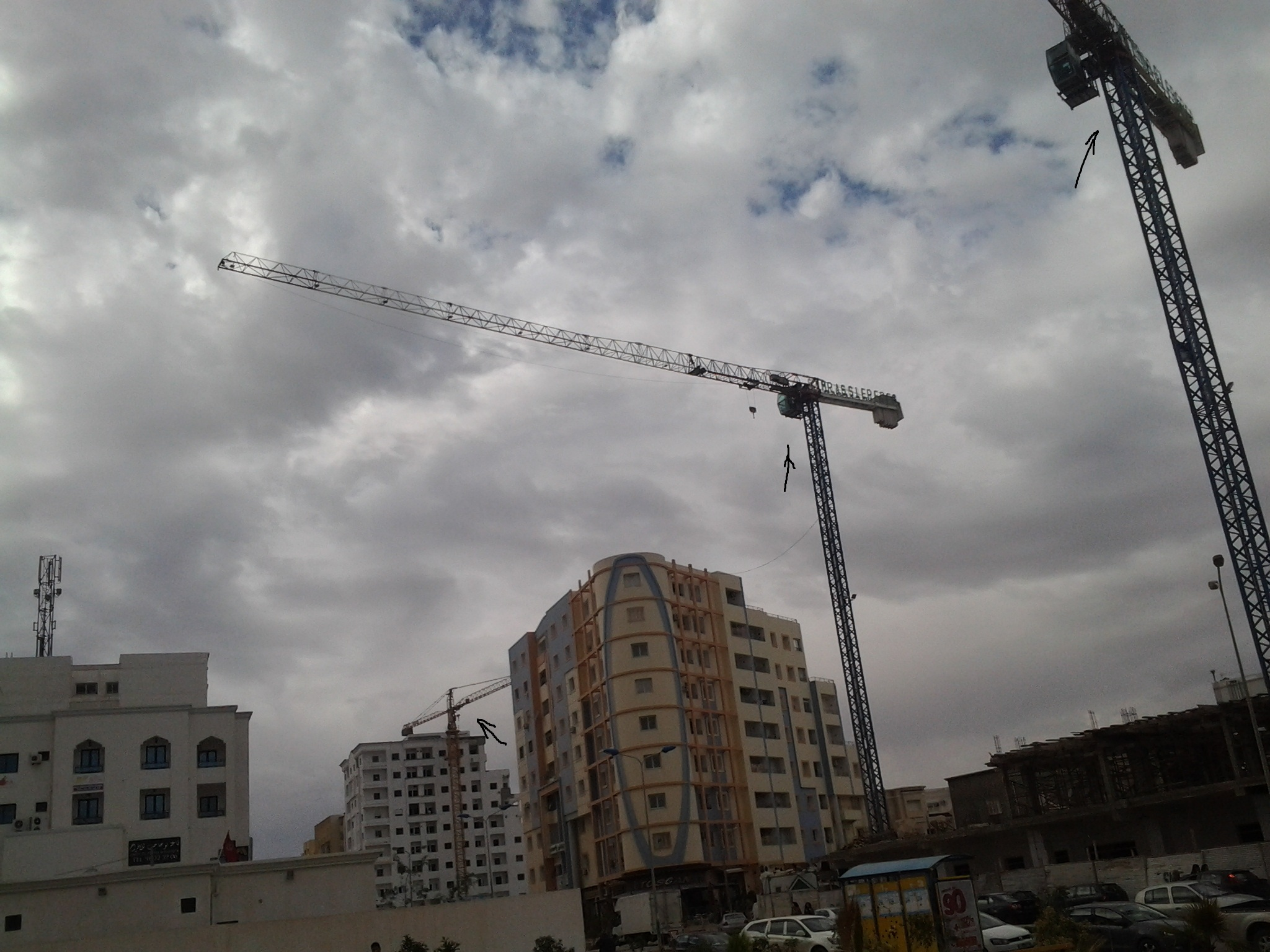
Engins de levage

- Organiser le déroulement des travaux;
- Ordonner le chantier : Gain de temps, Évite les pertes (matériaux) et double emplois (matériels), Améliore la sécurité : humaine + matériel et Améliore la qualité.
- Positionner les éléments : Organiser les déplacements des engins et des véhicules dans le chantier et bien positionner les livraisons et Positionner les réseaux en utilisant des grillages avertisseurs et des bandes de couleurs normalisées.

| Désignation | couleurs           |
| ----------- | ------------------ |
| Bleu        | eau                |
| Jaune       | gaz, hydrocarbure  |
| Rouge       | électricité        |
| Vert        | Communication      |
| Violet      | Chauffage urbain   |
| Blanc       | Équipement routier |
| Marron      | Assainissement     |
| Orange      | Produit chimique   |

### Localisation et fonctions des différents postes
|   | Désignation                                                                      | Localisation | Fonctions |
| - | -------------------------------------------------------------------------------- | --- | --- |
| 1 | Poste de bétonnage (centrale à béton, malaxeur de mortier…).                     | Proche de l’accès principal, accessible aux camions de livraison (granulats, ciment, silos...).                                                                     | Fabriquer le mortier et le béton. |
| 2 | Aire de préfabrication.                                                          | proche de l'engin de levage et de bâtiment. | Pré-fabriquer des ouvrages élémentaires (acrotères, poteaux, poutres, pré-dalles non précontraintes…) Fabrication de coffrages (bois).                                                                                      |
| 3 | Aire de ferraillage.                                                             | | Découper et façonner les armatures. |
| 4 | Aire de stockage.                                                                | | Stocker les matériaux, éléments préfabriqués et matériels avant leur utilisation. |
| 5 | Cantonnements(bureaux, réfectoire, sanitaires, hébergements, magasin, caravanes) | À proximité d’un accès du chantier Si possible hors de l’aire de balayage de la grue Les éléments peuvent être superposables ou se trouver dans le bâtiment réalisé | Accueillir le personnel du chantier et les intervenants (réunion de chantier) dans des conditions d’hygiène et de sécurité Favoriser les communications entre les intervenants Stocker les matériaux et matériels sensibles |
| 6 | Réseaux: eau, gaz, électricité, téléphone, air comprimé, égout.                  | Enterrés ou aériens, à la périphérie des bâtiments. Stockage eau.                                                                                                   | Alimenter les postes de travail (armoires de distribution). Évacuer les eaux |
| 7 | Clôture ou palissade.                                                            | A la périphérie du chantier | Isoler le chantier de la voie publique (sécurité, vols, accidents) |

Un plan d’installation de chantier doit faire apparaître en plus des postes principaux définis ci-dessus, la position :
- Des obstacles naturels (végétation, roche) et industriels (poteaux, regards),
- Du panneau de chantier (N° permis de construire, noms des maîtres d’œuvre et d’ouvrage, noms et qualités des entreprises MDE et MDO, délais, coûts…),
- Des accès et des voies de circulation,
- De la benne à gravas
- Du poste de lavage éventuel des camions...

Note : le Plan d’Installation de Chantier doit être complet mais doit surtout rester lisible (penser aux tirages de plans en noir et blanc).

### Élaboration d’un plan d’installation de chantier
- Préliminaires : Visiter le site pour identifier l’environnement: topographie du terrain et du voisinage, les accès au chantier, les réseaux aériens et souterrains. Analyser les pièces écrites : toutes les contraintes imposées par le C.C.T.P. et le C.C.A.P. Contacter les services administratifs et les riverains et établir un fond de plan : préciser les zones libres.
- Élaboration du Plan d’Installation de Chantier (P.I.C.) : Positionner le ou les engins de levage, Placer le poste de bétonnage ou les aires de stationnement des camions toupies, Représenter les bureaux et Représenter les aires de stockage et les voies de circulation.
- Détermination des matériels et cantonnements à installer : Déterminer le besoin en fonction de la quantité de travail demandé (plan) et le détail (C.C.P.A).

Le plan doit être souvent complété par une coupe verticale sur les bâtiments en faisant apparaître les interférences des grues et les différentes cotes de niveaux (bâtiments réalisés et survolés, NHSC).